# HD 65662
HD 65662，又名CP-60 935，SAO 250019、HR 3120，是一颗恒星，视星等为5.74，位于銀經273.5，銀緯-15.94，其B1900.0坐标为赤經7h 54m 37.3s，赤緯-60° -15.94′ 28″。